# Capitellidae

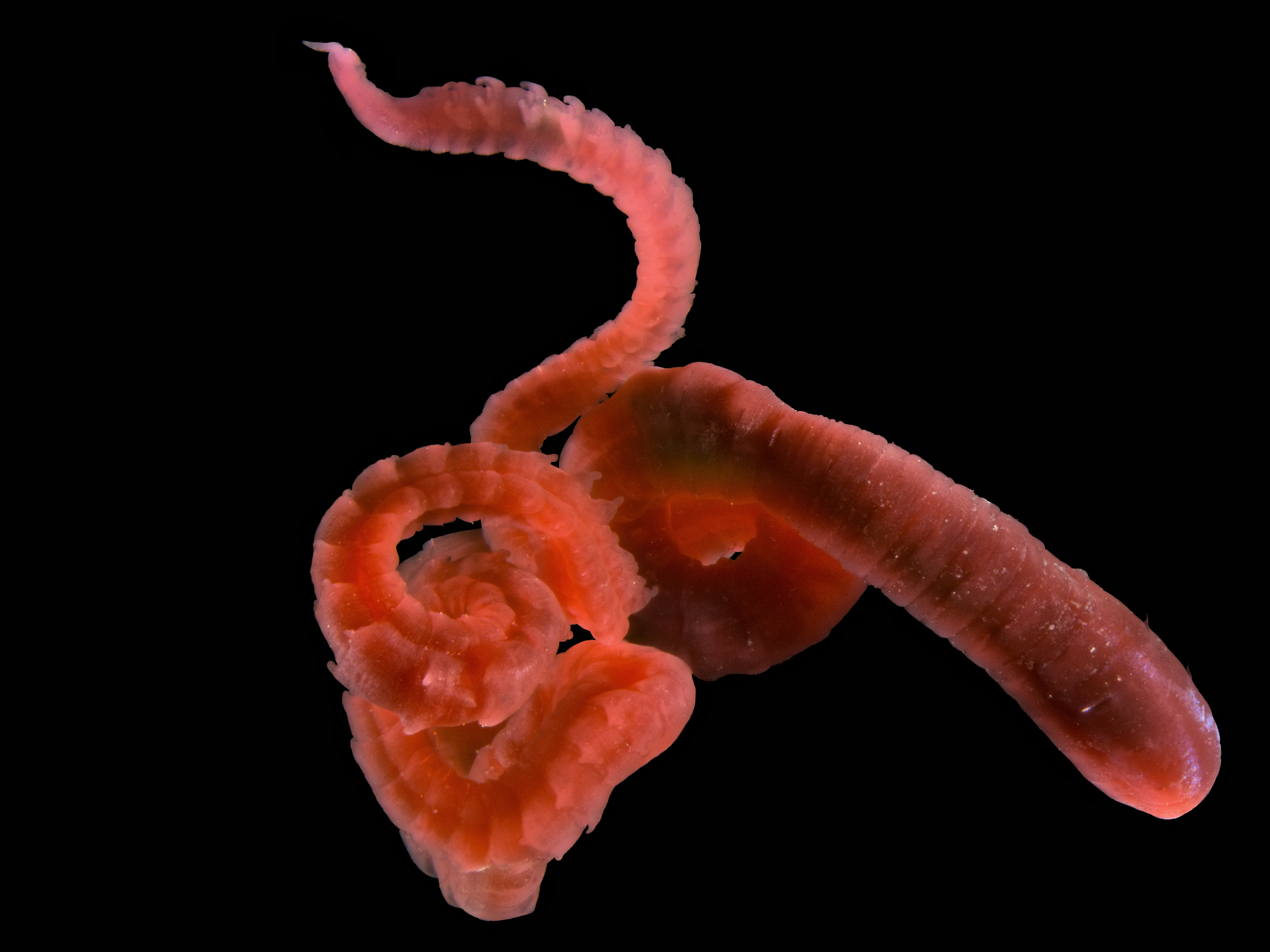
Heteromastus filiformis

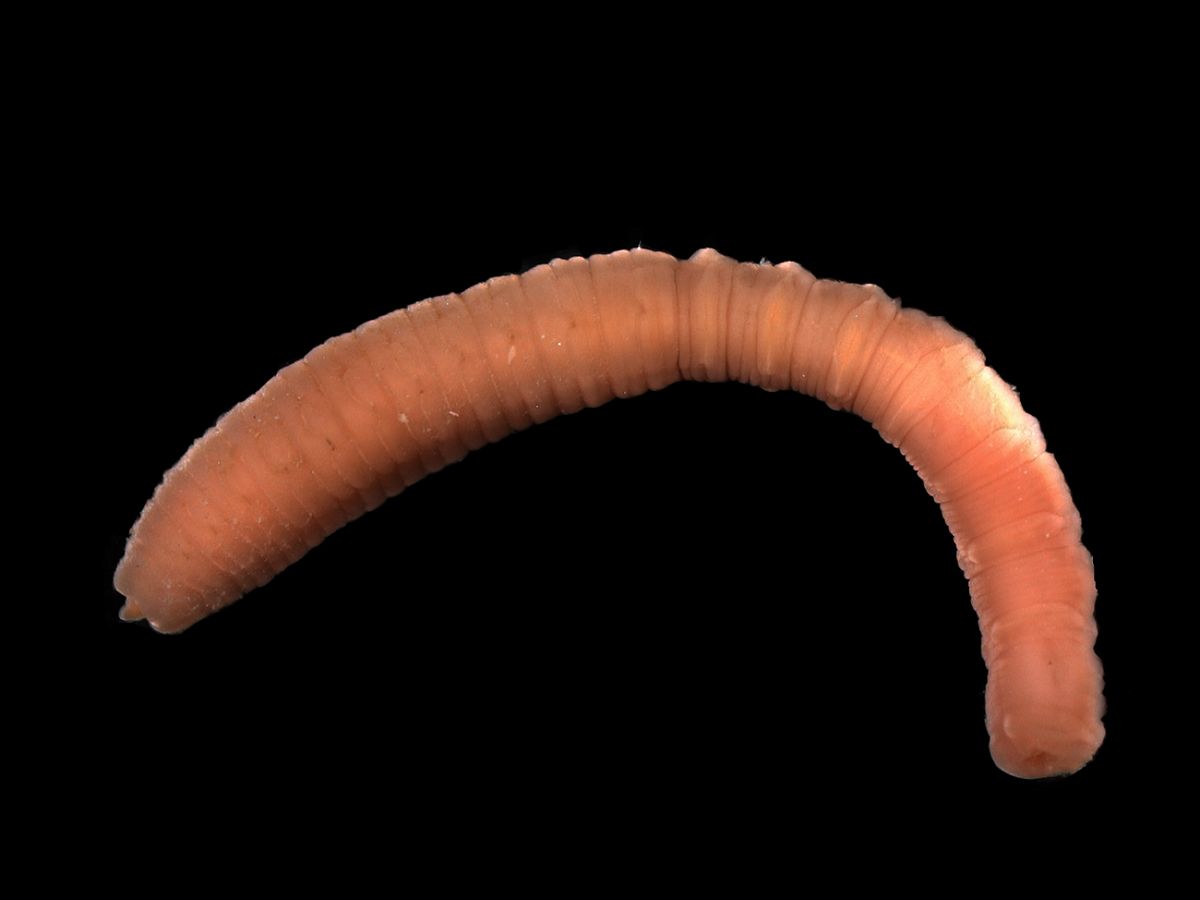
Notomastus latericeus

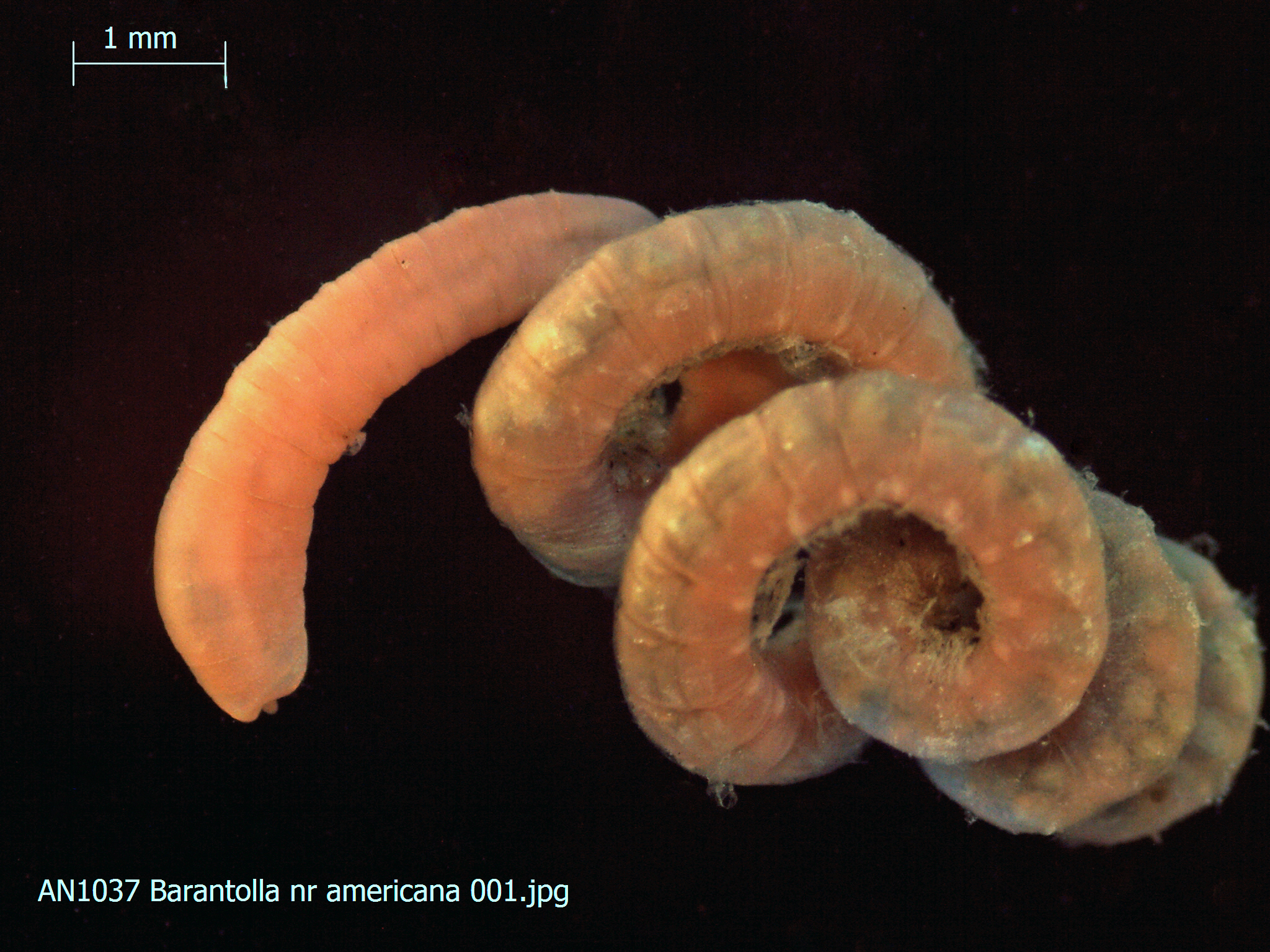
Przedstawiciel rodzaju Barantolla

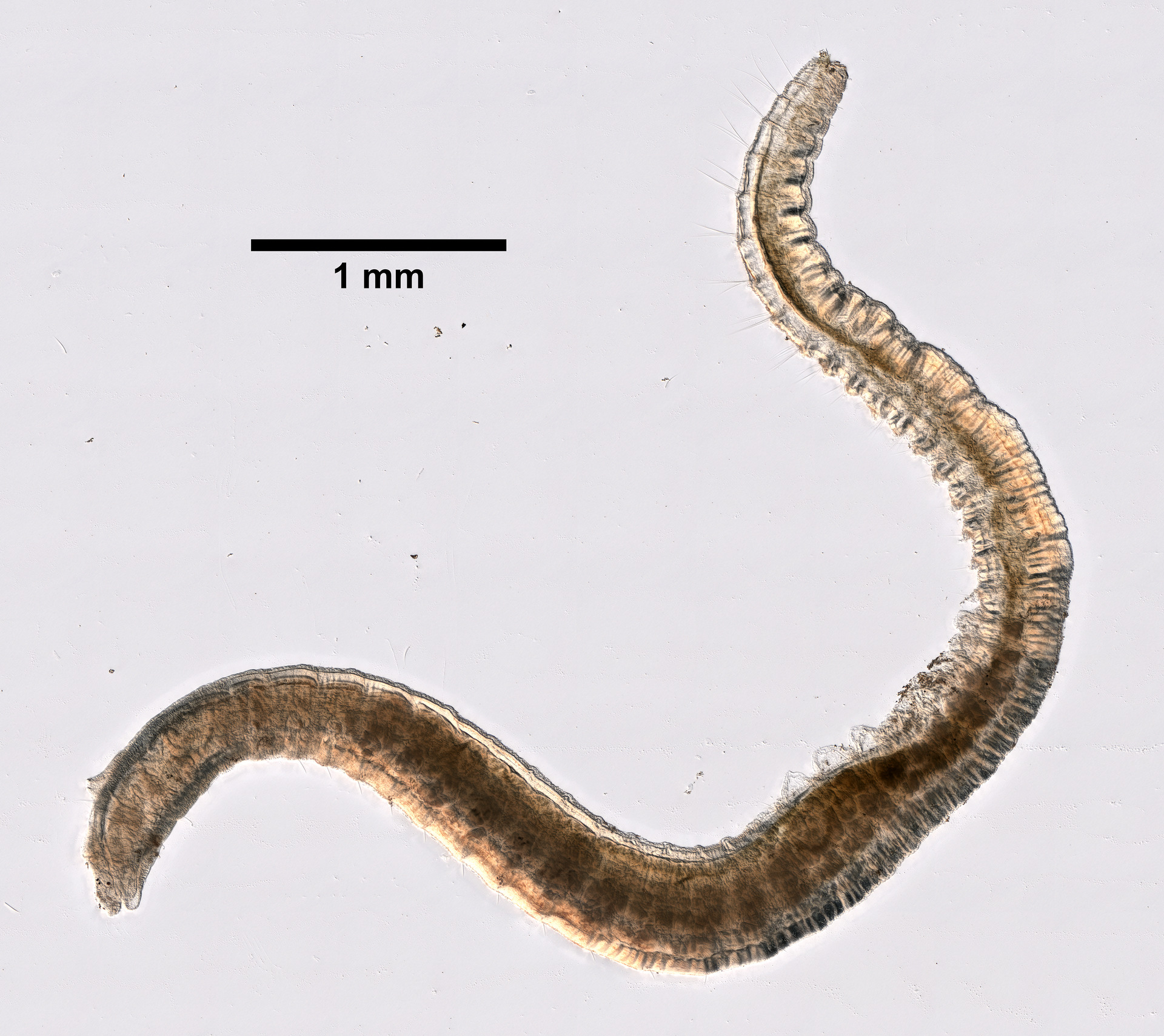
Nieoznaczony przedstawiciel rodziny

Capitellidae – rodzina wieloszczetów z podgromady osiadków i infragromady Scolecida. Obejmuje około 190 opisanych gatunków. Zamieszkują wody słone, gdzie bytują na różnych podłożach, zwykle drążąc w nich korytarze lub budując rurki. Wyglądem przypominają dżdżownice. Ciało podzielone mają na stożkowate prostomium, krótki tułów i długi odwłok, zwieńczony pygidium.

## Morfologia
Zwierzęta te często wyglądem bardziej przypominają dżdżownice niż typowe wieloszczety. Ciało mają stosunkowo długie, walcowate, zwykle smukłe. Ubarwienie zazwyczaj waha się od rudoróżowego przez czerwone po brązowe. Naskórek może być mocno pomarszczony.
Prostomium jest krótkie, stożkowate i ścięte, pozbawione zarówno głaszczków, jak i czułków. Perystom jest zredukowany, ograniczony do warg, pozbawiony wąsów przyustnych (cirrusów okołogębowych). Mogąca się wywracać gardziel (ryjek) jest woreczkowata, nieuzbrojona i zaopatrzona w brodawki (papille).
Ciało budować może nawet ponad setka segmentów. Segmentacja jest heteronomiczna – wyróżnia się krótszy tułów i dłuższy odwłok. Segmenty tułowia podzielone są wtórnie na dwa lub trzy podpierścienie. Jeden lub dwa początkowe segmenty ciała pozbawione są zupełnie szczecinek. Przednia część ciała zwykle jest mocno areolowana. Parapodia są dwugałęziste, silnie zredukowane, pozbawione acikul. Szczecinki na parapodiach tułowia zwykle mają postać kapilarną. Parapodia segmentów odwłokowych mają gałąź grzbietową (notopodium) i brzuszną (neuropodium) rozwiniętą w formę brodawkowatą (tori). Szczecinki na notopodiach i neuropodiach odwłoka mają postać dzióbkowatych haczyków (uncini) z kapturkami. U części gatunków samce mają na ósmym i dziewiątym segmencie grube szczeciny płciowe. Nie występują w tej rodzinie szczecinki złożone ani właściwe skrzela.
Pygidium może być wyposażone w różną liczbę wąsów odbytowych (cirrusów analnych) lub być ich całkiem pozbawione.

## Biologia i ekologia
Capitellidae to kosmopolityczne zwierzęta morskie zasiedlające strefę denną i wchodzące w skład bentosu. Spotykane są na różnych głębokościach, od strefy pływów po abysal. Najczęściej wybierają podłoże piaszczyste lub muliste, ale występują w szerokim spektrum środowisk. Większość drąży w rozmaitych osadach dennych wyściełane śluzem korytarze do głębokości 15 cm. Niektóre żyją w rurkach budowanych z cząstek podłoża. Niewiele jest gatunków wolno żyjących. Niektóre gatunki wyspecjalizowały się w drążeniu korytarzy w muszlach mięczaków, złożach jaj dziesięciornic czy kościach waleni. Liczne gatunki wykazują wytrzymałość na duże deficyty tlenowe i kolonizować potrafią strefy martwych wód, powstałe np. wskutek wycieków ropy.
Przedstawiciele rodziny są nieselektywnymi detrytusożercami. Cząstki materii organicznej pobierają wraz z podłożem za pomocą workowatego ryjka.
U Capitellidae występuje najczęściej zapłodnienie zewnętrzne. Gamety wyprowadzane są odrębnymi od nefrydiów gonoduktami, co jest rzadkością wśród wieloszczetów. W rodzinie tej występuje obojnactwo. U larw niektórych gatunków obserwuje się formę polimorfizmu zwaną poecilogonią, bardzo rzadko spotykaną w całym podkrólestwie tkankowców.

## Taksonomia
Takson ten wprowadzony został w 1862 roku Adolpha Eduarda Grubego. W 1887 roku obszerną monografię poświęcił mu Hugo Eisig. Zaliczany jest do pod- lub infragromady Scolecida. W systemie Kristiana Fauchalda z 1977 roku umieszczany był w rzędzie Capitellida wraz z Arenicolidae i Maldanidae. W późniejszych systemach każda z tych rodzin bywała umieszczana we własnym, monotypowym rzędzie (odpowiednio: Capitellida, Arenicolida i Maldanida). W systemach współczesnych często zupełnie rezygnuje się z wyróżniania rzędów w obrębie Scolecida, a World Polychaeta database listuje Capitellida jako nomen dubium. Molekularne analizy filogenetyczne z XXI wieku powszechnie rozpoznają szczetnice jako grupę siostrzaną Capitellidae. Ich wyniki doprowadziły najpierw do sklasyfikowania szczetnic jako podgromady wieloszczetów, a w 2020 roku do obniżenia im rangi do rodziny siostrzanej dla Capitellidae.
Do rodziny tej zalicza się około 190 opisanych gatunków, zgrupowanych w 42 rodzajach:

- Abyssocapitella Buzhinskaja & Smirnov, 2000
- Amastigos Piltz, 1977
- Anotomastus Hartman, 1947
- Baldia Garwood & Bamber, 1988
- Barantolla Southern, 1921
- Capitella Blainville, 1828
- Capitellethus Chamberlin, 1919
- Capitobranchus Day, 1962
- Dasybranchethus Monro, 1931
- Dasybranchus Grube, 1850
- Decamastus Hartman, 1963
- Dodecamastus Blake, 2000
- Eunotomastus McIntosh, 1885
- Heteromastus Eisig, 1887
- Leiocapitella Hartman, 1947
- Leiocapitellides Hartmann-Schröder, 1960
- Leiochrides Augener, 1914
- Leiochrus Ehlers, 1908
- Lombricus Vérany, 1846
- Lumbricomastus Thomassin, 1970
- Mastobranchus Eisig, 1887
- Mediomastus Hartman, 1944
- Neoheteromastus Hartman, 1960
- Neomediomastus Hartman, 1969
- Neonotomastus Fauchald, 1972
- Neopseudocapitella Rullier & Amoureux, 1979
- Nonatus Amaral, 1980
- Notodasus Fauchald, 1972
- Notomastus M. Sars, 1851
- Octocapitella Brown, 1987
- Paracapitella Kirkegaard, 1983
- Parheteromastides Hartmann-Schröder, 1962
- Parheteromastus Monro, 1937
- Peresiella Harmelin, 1968
- Polymastigos Green, 2002
- Promastobranchus Gallardo, 1968
- Pseudocapitella Fauvel, 1913
- Pseudoleiocapitella Harmelin, 1964
- Pseudonotomastus Warren & Parker, 1994
- Rashgua Wesenberg-Lund, 1949
- Scyphoproctus Gravier, 1904
- Undecimastus Amoureux, 1983

Capitellidae tak w morfologicznych analizach kladystycznych, jak i molekularnych analizach filogenetycznych, niemal zawsze rozpoznawane są jako takson monofiletyczny. Problematyczny pozostaje jednak ich podział. Taksonomia tej rodziny prawie w całości bazuje na chetotaksji, tj. rozmieszczeniu i budowie szczecinek, a w przypadku podziału na rodzaje dodatkowo na liczbie segmentów tułowiowych, kształcie głowy i pygidium oraz obecności lub braku skrzeli. Cechy te w wielu przypadkach nie odzwierciedlają filogenezy, a badania molekularne potwierdziły brak monofiletyzmu co najmniej w przypadku rodzajów Barantolla, Heteromastus i Notomastus.

## Zastosowanie
Niektóre gatunki z rodzaju Capitella wykorzystywane są jako bioindykatory zanieczyszczeń i degradacji środowiska. Znajdują też zastosowanie w bioremediacji. Capitella teleta jest organizmem modelowym wykorzystywanym w ewolucyjnej biologii rozwoju, a jego genom został w całości zsekwencjonowany.